# Хемикон
Хемикон (нем. Hämikon) — деревня и бывшая коммуна в Швейцарии, в кантоне Люцерн. Население составляло 474 человека (2007 год). Официальный код — 1028. 1 января 2009 года вместе с коммунами Гельфинген, Речвиль, Мозен, Мюсванген и Зульц вошла в состав Хицкирха.
Входит в состав избирательного округа Хохдорф (до 2012 года входила в состав управленческого округа Хохдорф).
Хемикон впервые упоминается в 924 году как Hamminchova.

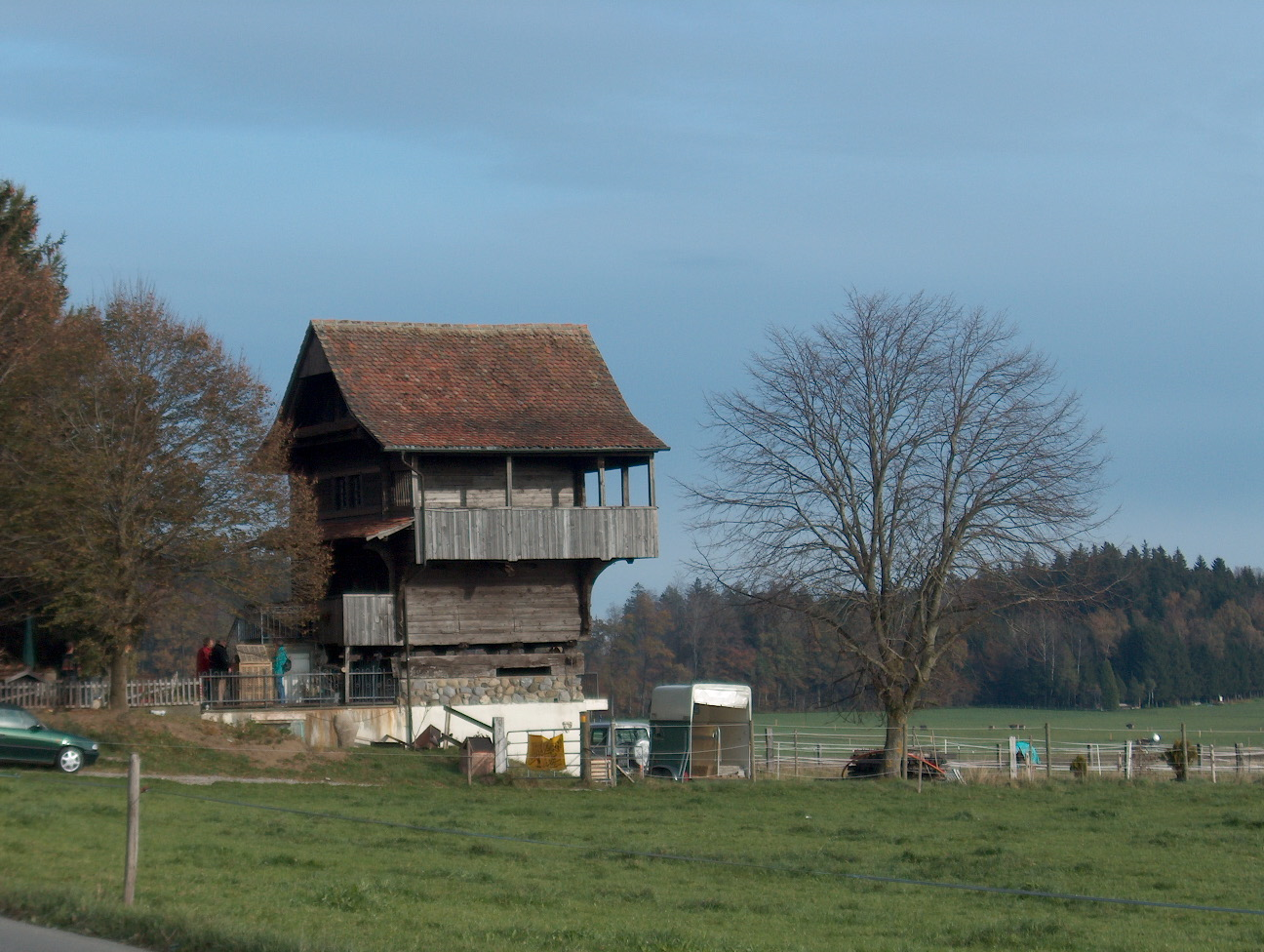
Хемикон

На выборах в 2007 году наибольшее количество голосов получила Христианско-демократическая народная партия Швейцарии (34,5 %), за Швейцарскую народную партию проголосовали 27,8 %, за Свободную демократическую партию — 24,0 %.

## Географическое положение
Площадь Хемикона составляла 4,6 км². 66,8 % площади составляли сельскохозяйственные угодья, 27,4 % — леса, 5,8 % территории заселено. Коммуна находится на западном склоне горы Линденберг. 21 мая 2006 года была сделана неудачная попытка объединения Хицкирха с ближайшими десятью коммунами, в голосовании 5 из 11 проголосовали против слияния. Позднее поступило предложение о слиянии только семи коммун (Гельфинген, Хемикон, Мозен, Мюсванген, Речвиль, Хицкирх и Зульц), которое было принято. Объединённая коммуна имела площадь 24,62 км².

## Население
На 2007 год население Хемикона составляло 474 человека. 97,5 % жителей говорят на немецком, 0,9 % — на португальском, 0,9 % — на албанском. В 2000 году 33,1 % населения были в возрасте до 19 лет, 59,2 % — от 20 до 64 лет, старше 64 лет было 7,7 % населения. На 2005 год в Хемиконе уровень безработицы составлял 1,16 %.
| 1678 | 1850 | 1900 | 1950 | 1960 | 2000 | 2007 |
| ---- | ---- | ---- | ---- | ---- | ---- | ---- |
| 304  | 588  | 383  | 351  | 297  | 444  | 474  |